# Katharina von Arx
Pour les articles homonymes, voir Von Arx.
Œuvres principales
- Mein Luftschloss auf Erden. Biographischer Roman (1975) (traduction française : Ma folie Romainmôtier)

Compléments
- Collection de textiles « Histoires des villes »
- Restauration de la « Maison du Prieuré » à Romainmôtier.

Katharina von Arx (nom complet : Edith Catherine Drilhon-von Arx), née le 5 avril 1928 à Niedergösgen (canton de Soleure, en Suisse) et morte le 25 octobre 2013 à Romainmôtier (canton de Vaud) est une artiste, journaliste et écrivaine suisse connue pour la restauration de la « Maison du Prieuré » à Romainmôtier.

## Biographie
La famille de Katharina von Arx déménage du canton de Soleure à Zurich en 1933. Elle est diplômée d'une école de commerce pour femmes en 1947.
De 1952 à 1953, elle étudie le dessin à l'Académie des Beaux-Arts de Vienne où elle rencontre Friedensreich Hundertwasser qui devient son ami et mentor. Elle quitte les beaux-arts à l'âge de 25 ans pour parcourir le monde, dessiner, peindre, traduire et même chanter des chansons folkloriques suisses dans les rues pour gagner sa vie et voyager.
De son voyage, elle publie en 1956 Nehmt mich bitte mit : eine Weltreise per Anhalter.
Elle est mariée au journaliste et photographe français Freddy Drilhon. Ensemble, ils font une expédition en Nouvelle-Guinée à la rencontre des cannibales.
Pendant des vacances en famille en 1959, le couple trouve un bâtiment médiéval en ruine appelé « Maison du Prieuré », situé dans le village de Romainmôtier, dans le Jura vaudois. À l'époque, le bâtiment court le risque d'être démoli par les autorités locales, le couple l’achète alors pour 48 000 francs suisses,. Katharina von Arx travaille à sauver le bâtiment, à écrire, à promouvoir sa valeur historique et à créer en 1968 une fondation de droit privé dédiée à sa sauvegarde,. Il faut trente ans pour restaurer le bâtiment qui est classé par la suite monument national.
Elle est l'auteure d'une douzaine de romans.

## Œuvre
En allemand
- Mein Luftschloss in Wolken: Die Fortsetzung von "Mein Luftschloss auf Erden"  (1988)
- Als er noch da war: Roman (1983)
- Mein Tagebuch zum "Luftschloss auf Erden": Auszuge (1982)
- Mein Luftschloss auf Erden  (1981)
- Erweiterte Neuausgabe (1981)
- Engel aus der Schreibmaschine (1979)
- Ich bin gern schuld an meinem Gluck: Satiren und Geschichten (1977)
- Mein Luftschloss auf Erden. Biographischer Roman (1975 – réédition en 1981)
- Meine Inselabenteuer (1961)
- Inselabenteuer. Streifzüge durch die Inselwelt Australiens. Jugendbuch (1960)
- Nichts hat mich die Welt gekostet. Jugendbuch (1957)
- Nehmt mich bitte mit! Eine Weltreise per Anhalter (1956)
  - (de) Nehmt mich bitte mit! : eine Weltreise per Anhalter, Munich, Nagel & Kimche, 2015, 267 p. (ISBN 978-3-312-00667-0) – avec 79 dessins de l’auteure

En français (traduction)
- Katharina von Arx, François Bertin (photographe), Daniel Delessert (adaptation française) et Christophe Gallaz (collab.) (trad. de l'allemand), Ma folie Romainmôtier [« Mein Luftschloss auf Erden »], Lausanne, 24 heures, 1983, 220 p.
  - Katharina von Arx, Ma folie Romainmôtier, Yens sur Morges, Cabédita, coll. « Archives vivantes », 2003, 234 p. (ISBN 2-88295-386-0)

## Histoires des villes

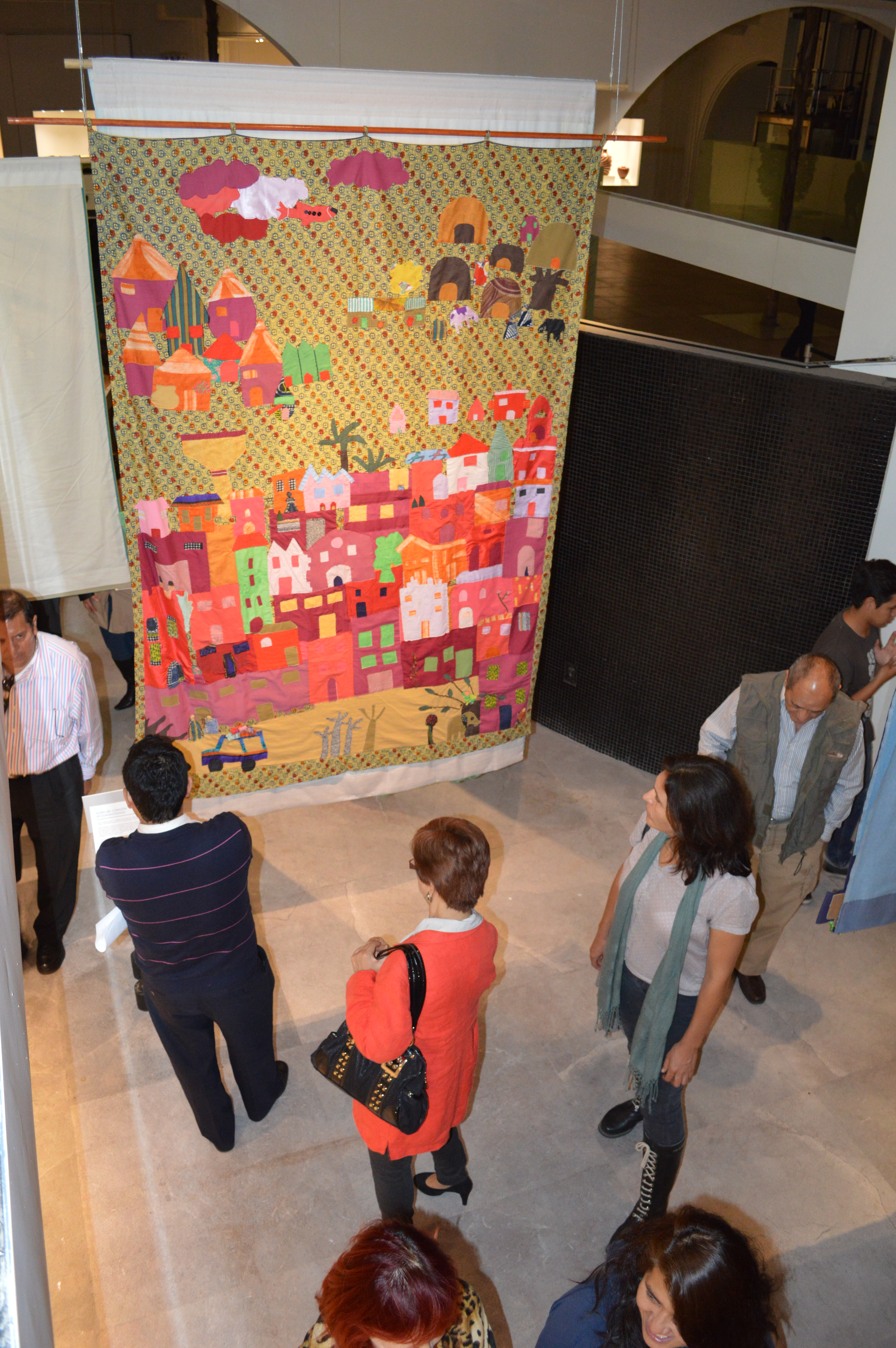
Exposition « Histoires des villes » au Museo de Arte Popular, Mexico, 2014.

Un projet à long terme de Katharina von Arx est une collection d’œuvres textiles nommée « Histoires des villes ». Elle débute la première pièce à l’âge de 15 ans, une vue utopique de sa ville. Plus tard, elle invite d’autres artistes à participer, et la collection s’enrichit d’images de divers lieux comme New York, Mexico et le Moyen-Orient, toutes créées par des artistes locaux. Au moment de son décès, cette collection contenait 20 pièces, réalisées avec divers matériaux. Une série que le Museo de Arte Popular à Mexico qualifie de sui generis, unique par le thème et le contenu. En 2014, une tournée de cette collection a été soutenue par le gouvernement suisse, exposée au Mexique et en d'autres pays, comme un premier honneur fait à l'auteure après son décès.

## Prix et distinctions
Liste mentionnée par bibliomedia :
- 1975 : Prix culturel du canton de Soleure
- 1976 : Prix d’encouragement Olten
- 1976 : Bourse de la Fondation Goethe, Zurich
- 1972-1987 : Bourses de la Confédération, du canton de Soleure, de fondations et d’entreprises